# ورزشگاه دریایی لانگ بیچ
ورزشگاه دریایی لانگ بیچ (انگلیسی: Long Beach Marine Stadium) یک ورزشگاه مخصوص مسابقات روئینگ در لانگ بیچ، کالیفرنیا، ایالات متحده آمریکا است.
این ورزشگاه که در سال ۱۹۳۲ برای المپیک تابستانی ۱۹۳۲ ساخته شده اولین ورزشگاه دست‌ساز قایقرانی در ایالات متحده است.
ورزشگاه لانگ بیچ با شماره ۱۱۴۰ در سال ۱۹۹۴ در فهرست بناهای تاریخی کالیفرنیا به ثبت رسیده است.

## ورزشگاه

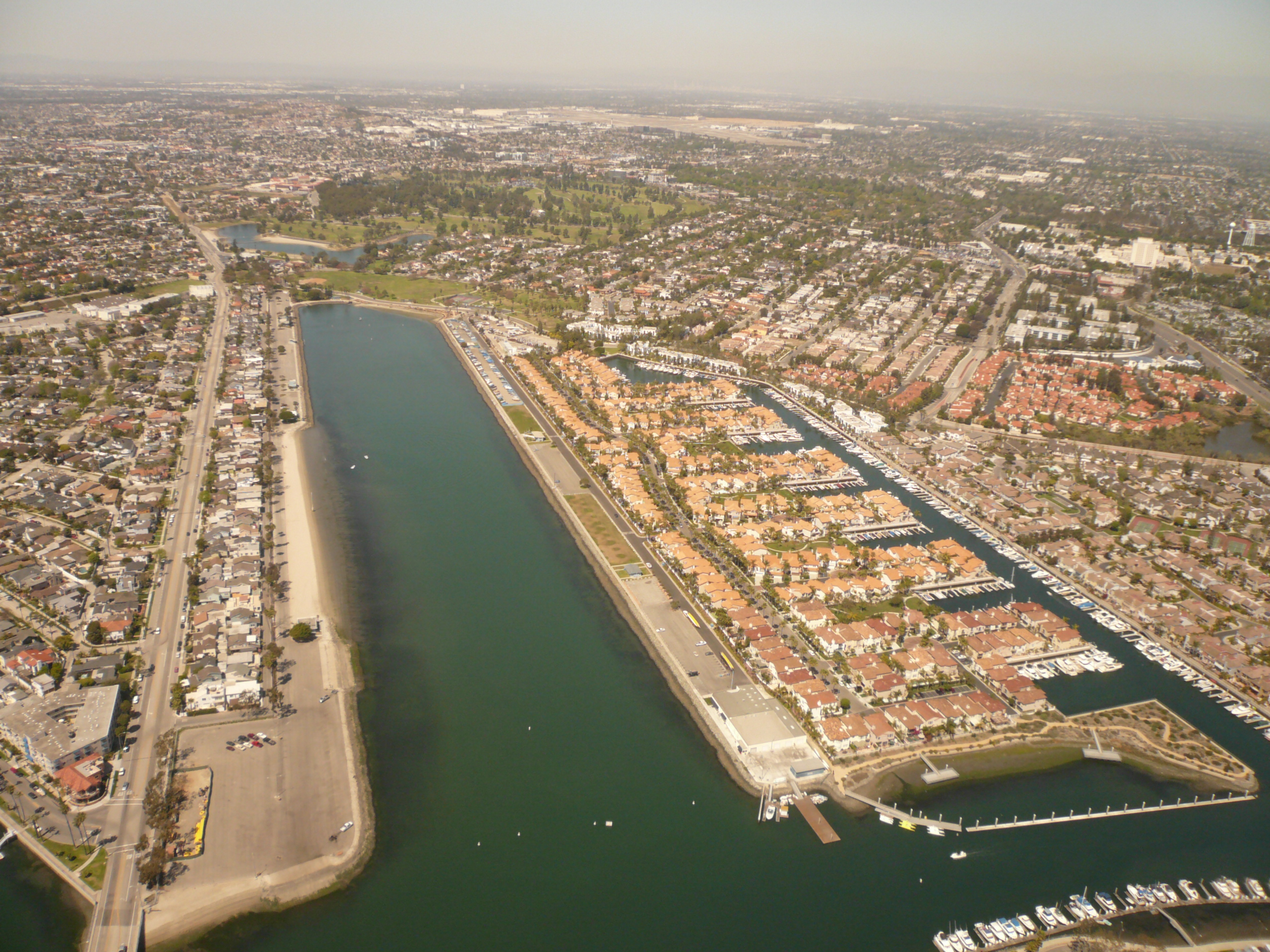
نمای هوایی از استادیوم دریایی در لانگ بیچ، کالیفرنیا، رو به شمال غربی.
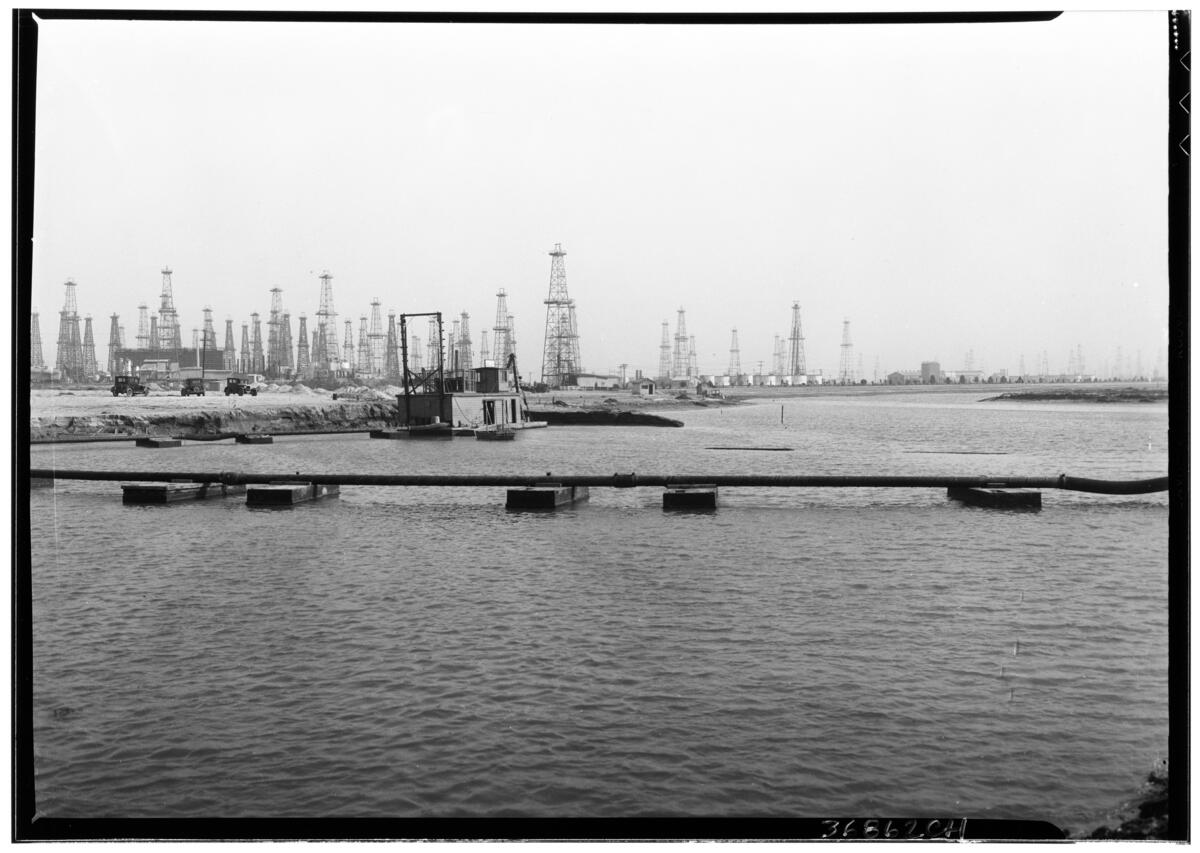
لایروبی در سال ۱۹۳۲
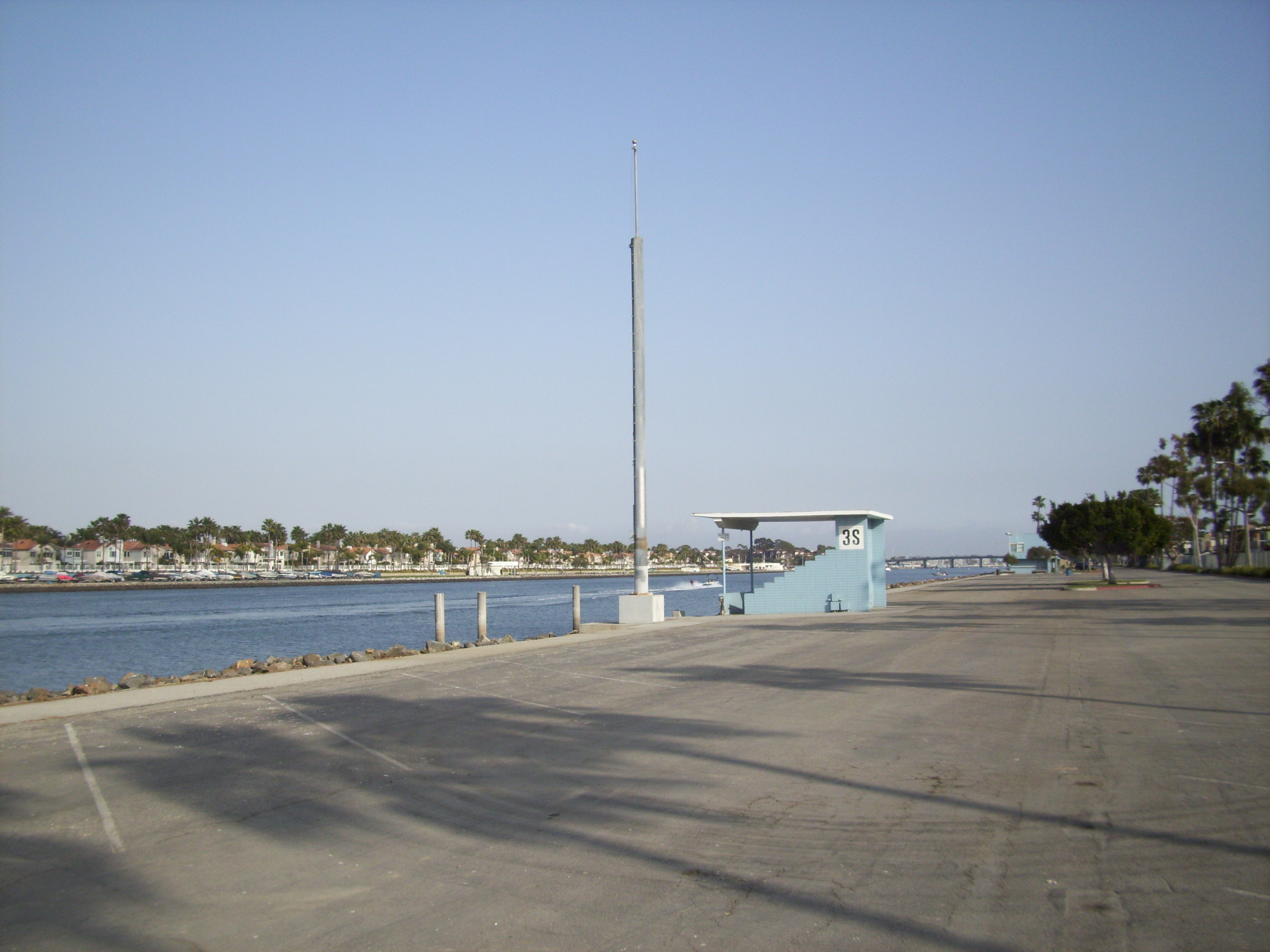
پارکینگ